# Natación en los Juegos Olímpicos de Londres 2012 – 100 metros estilo mariposa masculino
El evento de 100 metros estilo mariposa masculino de natación olímpica en los Juegos Olímpicos de Londres 2012 tuvo lugar entre el 2 y el 3 de agosto en el  Centro Acuático de Londres.

## Récords
RM=Récord mundial
RO=Récord olímpico

## Resultados

### Heats
| Rank | Heat | Lane | Name                           | Nationality                   | Time    | Notes |
| ---- | ---- | ---- | ------------------------------ | ----------------------------- | ------- | ----- |
| 1    | 5    | 7    | Chad le Clos                   | Sudáfrica (RSA)               | 51.54   | Q     |
| 2    | 6    | 4    | Michael Phelps                 | Estados Unidos (USA)          | 51.72   | Q     |
| 3    | 4    | 3    | Yevgeny Korotyshkin            | Rusia (RUS)                   | 51.84   | Q     |
| 4    | 5    | 4    | Konrad Czerniak                | Polonia (POL)                 | 51.85   | Q     |
| 5    | 6    | 5    | Milorad Čavić                  | Serbia (SRB)                  | 51.90   | Q     |
| 6    | 5    | 6    | Steffen Deibler                | Alemania (GER)                | 51.92   | Q     |
| 7    | 4    | 4    | Tyler McGill                   | Estados Unidos (USA)          | 51.95   | Q     |
| 8    | 4    | 7    | Zhou Jiawei                    | República Popular China (CHN) | 52.03   | Q     |
| 9    | 6    | 6    | Joeri Verlinden                | Países Bajos (NED)            | 52.07   | Q     |
| 10   | 6    | 3    | Chris Wright                   | Australia (AUS)               | 52.11   | Q     |
| 11   | 6    | 2    | Nikolay Skvortsov              | Rusia (RUS)                   | 52.12   | Q     |
| 12   | 3    | 6    | Bence Pulai                    | Hungría (HUN)                 | 52.19   | Q     |
| 13=  | 6    | 1    | Francois Heersbrandt           | Bélgica (BEL)                 | 52.22   | Q     |
| 13=  | 3    | 7    | Dinko Jukic                    | Austria (AUT)                 | 52.22   | Q     |
| 15   | 5    | 5    | Jason Dunford                  | Kenia (KEN)                   | 52.23   | Q     |
| 16=  | 4    | 5    | Benjamin Starke                | Alemania (GER)                | 52.36   | Q     |
| 16=  | 6    | 8    | Takeshi Matsuda                | Japón (JPN)                   | 52.36   |       |
| 17   | 5    | 1    | Ivan Lenđer                    | Serbia (SRB)                  | 52.40   |       |
| 18   | 3    | 5    | Peter Mankoc                   | Eslovenia (SLO)               | 52.44   |       |
| 19   | 4    | 1    | Lars Frölander                 | Suecia (SWE)                  | 52.47   |       |
| 20   | 5    | 3    | Takuro Fujii                   | Japón (JPN)                   | 52.49   |       |
| 21   | 4    | 8    | Matteo Rivolta                 | Italia (ITA)                  | 52.50   |       |
| 22   | 5    | 2    | Jayden Hadler                  | Australia (AUS)               | 52.52   |       |
| 23   | 4    | 6    | Michael Rock                   | Reino Unido (GBR)             | 52.56   |       |
| 24   | 3    | 2    | Ryan Pini                      | Papúa Nueva Guinea (PNG)      | 52.68   |       |
| 25   | 3    | 4    | Chang Gyu-Cheol                | Corea del Sur (KOR)           | 52.69   |       |
| 26   | 3    | 1    | Joe Bartoch                    | Canadá (CAN)                  | 53.09   |       |
| 27   | 4    | 2    | Kaio Almeida                   | Brasil (BRA)                  | 53.14   |       |
| 28   | 5    | 8    | Albert Subirats Altes          | Venezuela (VEN)               | 53.18   |       |
| 29   | 3    | 3    | Clement Lefert                 | Francia (FRA)                 | 53.22   |       |
| 30   | 3    | 8    | Simao Morgado                  | Portugal (POR)                | 53.23   |       |
| 31   | 6    | 7    | Antony James                   | Reino Unido (GBR)             | 53.25   |       |
| 32   | 2    | 7    | Dominik Meichtry               | Suiza (SUI)                   | 53.40   |       |
| 33   | 2    | 4    | Pavel Sankovich                | Bielorrusia (BLR)             | 53.47   |       |
| 34   | 2    | 5    | Joseph Schooling               | Singapur (SIN)                | 53.61   |       |
| 35   | 2    | 3    | Benjamin Hockin                | Paraguay (PAR)                | 53.65   |       |
| 36   | 2    | 1    | Daniel Bell                    | Nueva Zelanda (NZL)           | 53.76   |       |
| 37   | 2    | 8    | Yevgeniy Lazuka                | Azerbaiyán (AZE)              | 53.86   |       |
| 38   | 2    | 6    | Vytautas Janusaitis            | Lituania (LTU)                | 54.17   |       |
| 39   | 2    | 2    | Stefanos Dimitriadis           | Grecia (GRE)                  | 54.20   |       |
| 40   | 1    | 3    | Sofyan El Gidi                 | Libia (LBA)                   | 56.99   |       |
| 41   | 1    | 4    | Mohanad Ahmed Dheyaa Al-Azzawi | Irak (IRQ)                    | 1.00.71 |       |
| 42   | 1    | 5    | Khalid Baba                    | Baréin (BRN)                  | 1.04.05 |       |

### Semifinal

#### Semifinal 1
| Rank | Línea | Nombre               | Nacionalidad                  | Tiempo | Notas |
| ---- | ----- | -------------------- | ----------------------------- | ------ | ----- |
| 1    | 4     | Michael Phelps       | Estados Unidos (USA)          | 50.86  |       |
| 2    | 3     | Steffen Deibler      | Alemania (GER)                | 51.76  |       |
| 3    | 5     | Konrad Czerniak      | Polonia (POL)                 | 51.78  |       |
| 4    | 2     | Chris Wright         | Australia (AUS)               | 52.11  |       |
| 5    | 6     | Zhou Jiawei          | República Popular China (CHN) | 52.30  |       |
| =6   | 7     | Bence Pulai          | Hungría (HUN)                 | 52.40  |       |
| =6   | 8     | Benjamin Starke      | Alemania (GER)                | 52.40  |       |
| 8    | 1     | François Heersbrandt | Bélgica (BEL)                 | 52.71  |       |

#### Semifinal 2
| Rank | Lane | Name                | Nationality          | Time  | Notes |
| ---- | ---- | ------------------- | -------------------- | ----- | ----- |
| 1    | 4    | Chad le Clos        | Sudáfrica (RSA)      | 51.42 |       |
| 2    | 6    | Tyler McGill        | Estados Unidos (USA) | 51.61 |       |
| 3    | 3    | Milorad Čavić       | Serbia (SRB)         | 51.66 |       |
| 4    | 2    | Joeri Verlinden     | Países Bajos (NED)   | 51.75 |       |
| 5    | 5    | Yevgeny Korotyshkin | Rusia (RUS)          | 51.85 |       |
| 6    | 1    | Dinko Jukić         | Austria (AUT)        | 51.99 |       |
| 7    | 7    | Nikolay Skvortsov   | Rusia (RUS)          | 52.03 |       |
| 8    | 8    | Jason Dunford       | Kenia (KEN)          | 52.16 |       |

### Final
| Rank             | Línea | Nombre              | Nacionalidad         | Tiempo | Notas |
| ---------------- | ----- | ------------------- | -------------------- | ------ | ----- |
| Medalla de oro   | 4     | Michael Phelps      | Estados Unidos (USA) | 51.21  |       |
| Medalla de plata | 5     | Chad le Clos        | Sudáfrica (RSA)      | 51.44  |       |
| Medalla de plata | 8     | Yevgeny Korotyshkin | Rusia (RUS)          | 51.44  |       |
| 4                | 6     | Milorad Čavić       | Serbia (SRB)         | 51.81  |       |
| 4                | 7     | Steffen Deibler     | Alemania (GER)       | 51.81  |       |
| 6                | 2     | Joeri Verlinden     | Países Bajos (NED)   | 51.82  |       |
| 7                | 3     | Tyler McGill        | Estados Unidos (USA) | 51.88  |       |
| 8                | 1     | Konrad Czerniak     | Polonia (POL)        | 52.05  |       |